# Starry Eyed
"Starry Eyed"  é uma canção da artista musical inglesa Ellie Goulding contida em seu álbum de estreia Lights (2010). Foi composta por Goulding e Jonny Lattimer, sendo produzida por Starsmith. A faixa foi lançada como segundo single do disco em 21 de fevereiro de 2010.

## Faixas e formatos
| CD single do Reino Unido |                                      |         |  |
| N.º                      | Título                               | Duração |  |
| 1.                       | "Starry Eyed"                        | 2:57    |  |
| 2.                       | "Starry Eyed" (Russ Chimes Remix)    | 5:08    |  |
| 3.                       | "Starry Eyed" (Little Noise Session) | 3:03    |  |

| Extended play (EP) digital do Reino Unido |                                                              |         |  |
| N.º                                       | Título                                                       | Duração |  |
| 1.                                        | "Starry Eyed"                                                | 2:57    |  |
| 2.                                        | "Starry Eyed" (Russ Chimes Remix)                            | 5:08    |  |
| 3.                                        | "Starry Eyed" (Little Noise Session)                         | 3:03    |  |
| 4.                                        | "Starry Eyed" (com Theophilus London) (Penguin Prison Remix) | 5:10    |  |

| CD single da Alemanha |                 |         |  |
| N.º                   | Título          | Duração |  |
| 1.                    | "Starry Eyed"   | 2:57    |  |
| 2.                    | "Fighter Plane" | 4:25    |  |

| Extended play (EP) digital da Alemanha |                                                              |         |  |
| N.º                                    | Título                                                       | Duração |  |
| 1.                                     | "Starry Eyed"                                                | 2:57    |  |
| 2.                                     | "Starry Eyed" (Russ Chimes Remix)                            | 5:08    |  |
| 3.                                     | "Starry Eyed" (Little Noise Session)                         | 3:03    |  |
| 4.                                     | "Starry Eyed" (com Theophilus London) (Penguin Prison Remix) | 5:10    |  |
| 5.                                     | "An Introduction to Ellie Goulding" (vídeo)                  | 2:34    |  |

| Extended play (EP) digital dos Estados Unidos |                                            |         |  |
| N.º                                           | Título                                     | Duração |  |
| 1.                                            | "Starry Eyed" (Penguin Prison Remix)       | 2:57    |  |
| 2.                                            | "Starry Eyed" (Jakwob Remix)               | 4:35    |  |
| 3.                                            | "Starry Eyed" (Russ Chimes Remix)          | 5:08    |  |
| 4.                                            | "Starry Eyed" (Monsieur Adi Remix)         | 4:42    |  |
| 5.                                            | "Starry Eyed" (AN21 and Max Vangeli Remix) | 8:14    |  |

## Desempenho nas tabelas musicais

### Posições
| Tabela musical (2010)                                         | Melhor posição |
| ------------------------------------------------------------- | -------------- |
| Alemanha - Media Control Charts                               | 46             |
| Áustria - Ö3 Austria Top 40                                   | 47             |
| Bélgica - Ultratop 50 (Flandres)                              | 14             |
| Dinamarca - Tracklisten                                       | 18             |
| Irlanda - Irish Recorded Music Association                    | 4              |
| Nova Zelândia - Recording Industry Association of New Zealand | 26             |
| Reino Unido - UK Singles Chart                                | 4              |

### Tabelas de fim-de-ano
| Tabela musical (2010)          | Posição |
| ------------------------------ | ------- |
| Reino Unido - UK Singles Chart | 39      |

### Certificações
| País              | Certificação |
| ----------------- | ------------ |
| Reino Unido (BPI) | Ouro         |

## Histórico de lançamento
| País           | Data                    | Formato          | Gravadora                              |
| -------------- | ----------------------- | ---------------- | -------------------------------------- |
| Reino Unido    | 21 de fevereiro de 2010 | Download digital | Polydor                                |
| Reino Unido    | 23 de fevereiro de 2010 | CD single        | Polydor                                |
| Alemanha       | 23 de abril de 2010     | Download digital | Universal Music                        |
| Alemanha       | 7 de maio de 2010       | CD single        | Universal Music                        |
| Estados Unidos | 15 de fevereiro de 2011 | Download digital | Cherrytree Records, Interscope Records |